# الرخم (بني العوام)

تعديل مصدري - تعديل

الرخم هي إحدى قرى عزلة بني القدمي بمديرية بني العوام التابعة لمحافظة حجة، بلغ تعداد سكانها 222 نسمة حسب تعداد اليمن لعام 2004.